# Командный чемпионат СССР по спидвею 1985

## Высшая Лига

### Финал
| М | Команда                    | Матч | Очки |
| - | -------------------------- | ---- | ---- |
| 1 | «Сигнал», г. Ровно         | 2    | 62   |
| 2 | «Турбина», г. Балаково     | 2    | 54   |
| 3 | «Башкирия», г. Уфа         | 2    | 37+3 |
| 4 | «Нефтяник», г. Октябрьский | 2    | 37+2 |

### Западная Зона
| М | Команда                    | Матч | Очки |
| - | -------------------------- | ---- | ---- |
| 1 | «Турбина», г. Балаково     | 12   | 20   |
| 2 | «Сигнал», г. Ровно         | 12   | 19   |
| 3 | «Локомотив», г. Даугавпилс | 12   | 14   |
| 4 | «Цементник», г. Черкесск   | 12   | 14   |
| 5 | «Баррикада», г. Ленинград  | 12   | 11   |
| 6 | «Тайфун», г. Элиста        | 12   | 4    |
| 7 | «Донбасс», г. Донецк       | 12   | 2    |

### Восточная Зона
| М | Команда                    | Матч | Очки |
| - | -------------------------- | ---- | ---- |
| 1 | «Нефтяник», г. Октябрьский | 12   | 20   |
| 2 | «Башкирия», г. Уфа         | 12   | 20   |
| 3 | «Восток», г. Владивосток   | 12   | 15   |
| 4 | «Сибирь», г. Новосибирск   | 12   | 11   |
| 5 | «Жигули», г. Тольятти      | 12   | 10   |
| 6 | «Кузбасс», г. Кемерово     | 12   | 8    |
| 7 | «Урал», г. Стерлитамак     | 12   | 0    |

## Первая лига

### Финал
| М | Команда               | Матч | Очки |
| - | --------------------- | ---- | ---- |
| 1 | «Юность», г. Черкесск | 2    | 4    |
| 2 | «Труд», г. Мелеуз     | 2    | 2    |
| 3 | «Целиниекс», г. Рига  | 2    | 0    |

### 1 зона
| М | Команда                  | Матч | Очки |
| - | ------------------------ | ---- | ---- |
| 1 | «Целиниекс», г. Рига     | 2    | 6    |
| 2 | «Труд», г. Мелеуз        | 2    | 6    |
| 3 | «Волна», г. Севастополь  | 2    | 0    |
|   | «Шахтёр», г. Червоноград |      | ИСК  |
|   | «Восход», г. Вознесенск  |      | ИСК  |

Шахтер Червоноград отказался от домашней встречи с командой Целиниекс Рига

### 2 зона
| М | Команда               | Матч | Очки |
| - | --------------------- | ---- | ---- |
| 1 | «Юность», г. Черкесск | 6    | 11   |
| 2 | «Хазри», г. Баку      | 6    | 5    |
| 3 | «Масис», г. Ереван    | 6    | 4    |
| 4 | «Арциви», г. Тбилиси  | 6    | 4    |
|   | «Патриот», г. Шахты   |      | ИСК  |

### 3 зона
| М | Команда                  | Матч | Очки |
| - | ------------------------ | ---- | ---- |
| 1 | «Труд», г. Мелеуз        | 10   | 18   |
| 2 | «Вымпел», г. Владивосток | 10   | 16   |
| 3 | «Луч», г. Фергана        | 10   | 11   |
| 4 | «Салават», г. Салават    | 10   | 11   |
| 5 | «Магнетит», г. Рудный    | 10   | 2    |
| 6 | «Монтажник», г. Тюмень   | 10   | 2    |

## Медалисты
| «Сигнал», г. Ровно     | В.Кузнецов, Вл. Трофимов,И.Зверев, И.Марко, А.Жабчик, В.Сурхаев, А.Кришталь, О.Немчук, С.Тершак, В.Чмут                              |
| «Турбина», г. Балаково | А.Волохов, О.Волохов, А.Павлов, Вал. Гордеев, С.Дюжев, С.Коновалов, В.Шляпугин, С.Деркач, А.Жирнов, С.Рябов, Г.Гребенин, В.Таневский |
| «Башкирия», г. Уфа     | М.Старостин, Р.Саитгареев, Н.Корнев, Ф.Захаров, Е.Токунов, О.Юдахин, Г.Воробьев, Д.Вафин, П.Яковченко, И.Евдокимов, А.Байбурин       |